# Tau Bootis b
Tau Bootis b, eller egentligen Tau Bootis Ab, är en exoplanet som kretsar kring dubbelstjärnan Tau Bootis A. År 1999 döpte man planeten till Millennium Planet. 
Tau Bootis Ab är en så kallad "het Jupiter". Med sin stora massa, 5,84 ± 0,99MJ, och dess nära avstånd till Tau Bootis är planeten en av de största och varmaste exoplaneterna astronomerna upptäckt (2014).
Planeten har enligt observationerna atmosfär.

## Namngivning
Vid upptäckten fick exoplaneten designationen Tau Bootis Ab enligt den standard som tillämpas. I juli 2014 utlyste Internationella astronomiska unionen en namngivning för exoplaneter och deras värdstjärnor. Namngivningen omfattande en offentlig omröstning om de nya namnen där alla var välkomna att delta. I december 2015 kungjordes resultatet, men exoplaneten förblev utan namn, eftersom inget av de avgivna förslagen stämde mot den standard för namngivning av exoplaneter som finns.